# ترانزیستور پیوندی دوقطبی

یک ترانزیستور PNP

یک ترانزیستور NPN

ترانزیستور پیوندی دوقطبی یا بی‌جِی‌تی (به انگلیسی: BJT) نوعی ترانزیستور است که دارای سه‌پایه به نام‌های بِیس (B)، اِمیتر (E) و کُلِکتور (C) می‌باشد و چون در این قطعه اثر الکترون‌ها و حفره‌ها هر دو مهم است، به آن ترانزیستور دوقطبی گفته می‌شود و در مقابل ترانزیستورهای تک‌قطبی، مانند ترانزیستور اثر میدان و ترانزیستور اتصال نقطه‌ای، قرار می‌گیرند که تنها یک نوع حامل بار دارند.

## تاریخچه
عصر نوین الکترونیک نیمه‌رساناها با اختراع ترانزیستور دوقطبی در ۱۹۴۷ توسط جان باردین، والتر هاوسر براتین و ویلیام شاکلی در آزمایشگاه‌های تلفن بل آغاز شد. این قطعه به همراه همتای اثر میدانی خود تأثیر شگفتی روی تقریباً تمام حوزه‌های زندگی نوین گذاشته‌است.

## انواع ترانزیستور پیوندی
با توجه به نحوهٔ قرار گرفتن نیمه‌رساناهای مثبت و منفی در ترانزیستور، آن‌ها را به دو دستهٔ PNP و NPN تقسیم می‌کنند.

### پی‌اِن‌پی PNP
شامل سه لایه نیمه رسانا که دو لایه کناری از نوع p و لایه میانی از نوع n است، می‌باشد و مزیت اصلی آن در تشریح عملکرد ترانزیستور این است که جهت جاری شدن حفره‌ها با جهت جریان یکی است.

### اِن‌پی‌اِنNPN
شامل سه لایه نیمه رسانا که دو لایه کناری از نوع n و لایه میانی از نوع p است، می‌باشد. پس از درک ایده‌های اساسی برای قطعه pnp می‌توان به سادگی آن‌ها را به ترانزیستور پرکاربردتر npn مربوط ساخت.

## ساختمان ترانزیستور پیوندی

سطح مقطع ساده‌شدهٔ یک ترانزیستور پیوندی دوقطبی ان‌پی‌ان پلانار

ترانزیستور دارای دو پیوندگاه‌است. یکی بین امیتر و بیس و دیگری بین بیس و کلکتور. به همین دلیل ترانزیستور شبیه دو دیود است. دیود سمت چپ را دیود بیس-امیتر یا صرفاً دیود امیتر و دیود سمت راست را دیود کلکتور-بیس یا دیود کلکتور می‌نامند. میزان ناخالصی ناحیه وسط (بیس) به مراتب کمتر از دو ناحیه جانبی است. این کاهش ناخالصی باعث کم شدن هدایت و بالعکس باعث زیاد شدن مقاومت این ناحیه می‌گردد.
امیتر که شدیداً آلائیده شده، نقش گسیل یا تزریق الکترون به درون بیس را به عهده دارد. بیس بسیار نازک ساخته شده و آلایش آن ضعیف است و بنابراین بیشتر الکترونهای تزریق شده از امیتر را به کلکتور عبور می‌دهد. میزان آلایش کلکتور کمتر از میزان آلایش شدید امیتر و بیشتر از آلایش ضعیف بیس است و کلکتور الکترونها را از بیس جمع‌آوری می‌کند.
محل قرار گرفتن پایه‌ها در هر ترانزیستور ممکن است متفاوت باشد —برای نمونه بیس ممکن است پایهٔ وسط یا کناری باشد— و برای یافتن آن‌ها می‌توان به کتاب‌های اطلاعت ترانزیستور مراجعه کرد. در ترانزیستورهای توان‌بالای صنعتی که به «ترانزیستورهای قدرت» مشهورند پایهٔ کلکتور اغلب همان بدنهٔ ترانزیستور است.
سطح تماس بین لایهٔ امیتر و بیس نسبت به سطح تماس بین لایهٔ کلکتور و بیس کمتر است. بیشترین حجم بین سه لایه را لایهٔ کلکتور و کمترین حجم را لایهٔ بیس دارد. مقاومت بین پایه‌های بیس-امیتر از مقاومت بین پایه‌های بیس-کلکتور بیشتر است و از این موضوع می‌توان برای تشخیص پایه‌های ترانزیستور استفاده کرد. ولتاژ سد دیودهای ترانزیستور برای ترانزیستورهای سیلیسیم ۰٫۷ ولت و برای ترانزیستورهای ژرمانیوم ۰٫۲ ولت است.
شکل ظاهری ترانزیستورها با توجه به توان و فرکانس کاریشان متفاوت است. در ترانزیستورهای توان‌بالای صنعتی معمولاً سوراخی روی ترانزیستور قرار دارد که برای پیچ‌شدن ترانزیستور به سطوح فلزی هیت‌سینک به کار می‌رود که این کار موجب خنک‌شدن ترانزیستور می‌گردد. اما ترانزستورهایی که در مدارهای معمولی و برای فرکانس‌های بالا ساخته می‌شوند معمولاً این سوراخ را ندارند.

## طرز کار ترانزیستور پیوندی
طرز کار ترانزیستور را با استفاده از نوع npn مورد بررسی قرار می‌دهیم. طرز کار pnp هم دقیقاً مشابه npn خواهد بود، به شرط اینکه الکترونها و حفره‌ها با یکدیگر عوض شوند. در نوع npn به علت تغذیه مستقیم دیود امیتر ناحیه تهی کم عرض می‌شود، در نتیجه حاملهای اکثریت یعنی الکترونها از ماده n به ماده p هجوم می‌آورند. حال اگر دیود بیس _ کلکتور را به حالت معکوس تغذیه نمائیم، دیود کلکتور به علت بایاس معکوس عریض‌تر می‌شود.
الکترونهای جاری شده به ناحیه p در دو جهت جاری می‌شوند، بخشی از آن‌ها از پیوندگاه کلکتور عبور کرده، به ناحیه کلکتور می‌رسند و تعدادی از آن‌ها با حفره‌های بیس بازترکیب شده و به عنوان الکترونهای ظرفیت به سوی پایه خارجی بیس روانه می‌شوند، این مؤلفه بسیار کوچک است.

### بایاس
تنها سه روش برای بایاس ترانزیستور پیوندی دوقطبی به کار گرفته می‌شود:
1. پیوندهای امیتر-بیس در بایاس موافق و کلکتور-بیس در بایاس مخالف
2. هر دو پیوند در بایاس موافق
3. هر دو پیوند در بایاس مخالف

در حالت اول، در یک ترانزیستور ان‌پی‌ان، چون امیتر-بیس در بایاس موافق است، پهنای ناحیهٔ سد آن کاهش می‌یابد و الکترون‌ها به سمت بیس حرکت خواهند کرد، از آنجایی که ضخامت بیس بسیار کم است الکترون‌های بسیار کمی جذب این پایه می‌شوند و چون ناخالصی بیس چندان زیاد نیست الکترون‌های کمی با ناخالصی بیس ترکیب می‌گردند، نزدیک به ۹۵ درصد الکترون‌هایی که از امیتر به سمت بیس می‌روند تحت تأثیر جاذبهٔ شدید میدان کلکتور-بیس قرار می‌گیرند و نتیجهٔ کلی این می‌شود که جریان بین امیتر و کلکتور برقرار می‌گردد.

### نواحی کاری

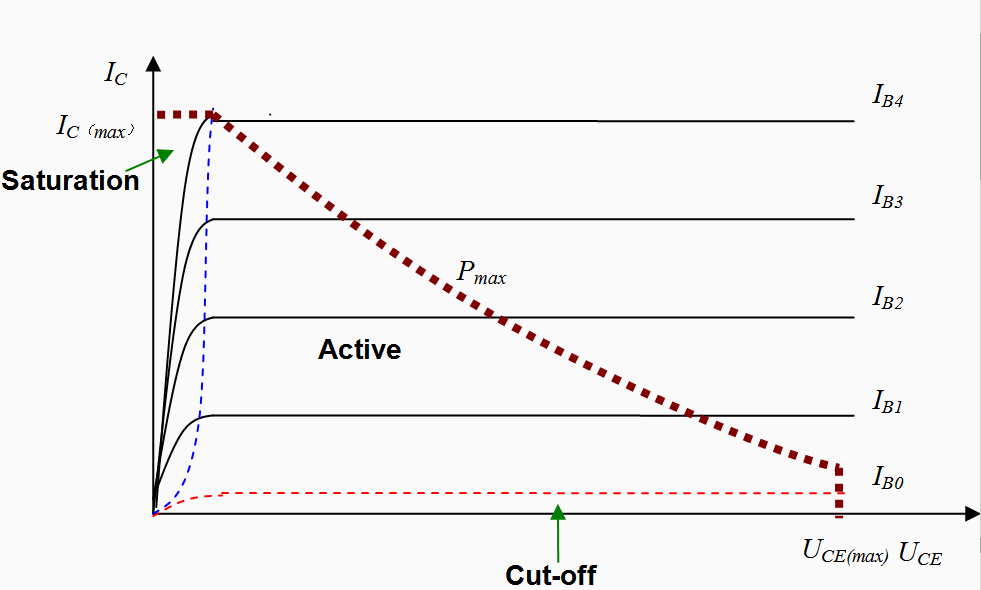
رابطهٔ بین ، و.

ترازیستورهای پیوندی دوقطبی می‌توانند در سه ناحیهٔ قطع، اشباع و فعال کار کنند. معمولاً از ناحیهٔ فعال برای تقویت‌کردن و از ناحیه‌های قطع و اشباع برای کلیدزنی استفاده می‌شود.
برای رسیدن به وضعیت اشباع، با توجه به اینکه در ترانزیستور رابطهٔ {\displaystyle I_{C}=\beta I_{B}} برقرار است، پیوند بیس-امیتر را در بایاس موافق قرار می‌دهند تا جریان کلکتور به حداکثر مقدار خود برسد، در این حالت ولتاژ دو سر پایه‌های کلکتور و امیتر به صفر می‌رسد و اگر مصرف‌کننده در کلکتور باشد جریان کلکتور از آن نیز خواهد گذشت، در این حالت ترانزیستور مانند یک کلید بسته‌است و می‌گویند ترانزیستور در حالت اشباع قرار دارد. برای رسیدن به حالت قطع، جریان بیس را صفر می‌کنند تا به تبع آن جریان کلکتور صفر شود، در این حالت دو سر پایه‌های کلکتور و امیتر مانند یک کلید باز عمل می‌کند و اگر مصرف‌کننده‌ای در مسیر کلکتور قرار داشته باشد هیچ جریانی از آن عبور نخواهد کرد.

## آرایش‌های ترانزیستور پیوندی دوقطبی
با توجه به اینکه ترانزیستور دارای سه‌پایه است، می‌توان نسبت به محل دادن ورودی و گرفتن خروجی سه حالت کلی را در نظر گرفت که در هر کدام از آن‌ها یکی از پایه‌ها به‌طور مشترک بین ورودی و خروجی قرار می‌گیرد و بر همین اساس نیز نام‌گذاری می‌گردد. این سه آرایش اصلی عبارتند از امیترمشترک، کلکتورمشترک و بیس‌مشترک. از مشخصات مهم هر آرایش مقاومت ورودی و خروجی آن است که هرچه مقاومت ورودی بیشتر باشد ترانزیستور می‌تواند سیگنال‌های ورودی ضعیف‌تری را تقویت کند و هرچه مقاومت خروجی بیشتر باشد کیفیت سیگنال خروجی ارائه‌شده به طبقهٔ بعدی تقویت‌کننده بیشتر خواهد شد.
| آرایش        | تقویت ولتاژ | تقویت جریان | مقاومت ورودی | مقاومت خروجی |
| ------------ | ----------- | ----------- | ------------ | ------------ |
| بیس‌مشترک     | زیاد        | بسیار کم    | کم           | زیاد         |
| امیترمشترک   | متوسط       | متوسط       | متوسط        | متوسط        |
| کلکتور مشترک | بسیار کم    | زیاد        | زیاد         | کم           |

### اتصال بیس مشترک
در این اتصال پایه بیس بین هر دو بخش ورودی و خروجی مدار مشترک است. جهت‌های انتخابی برای جریان شاخه‌ها جهت قراردادی جریان در همان جهت حفره‌ها می‌شود.

### اتصال امیتر مشترک
مدار امیتر مشترک بیشتر از سایر روش‌ها در مدارهای الکترونیکی کاربرد دارد و مداری است که در آن امیتر بین بیس و کلکتور مشترک است. این مدار دارای امپدانس ورودی کم بوده، ولی امپدانس خروجی مدار بالا می‌باشد. هنگام استفاده از این آرایش باید در نظر داشت که خروجی آن با ورودی‌اش ۱۸۰ درجه اختلاف فاز خواهد داشت.

### اتصال کلکتور مشترک
اتصال کلکتور مشترک برای تطبیق امپدانس در مدار بکار می‌رود، زیرا برعکس حالت قبلی دارای امپدانس ورودی زیاد و امپدانس خروجی پائین است. اتصال کلکتور مشترک غالباً به همراه مقاومتی بین امیتر و زمین به نام مقاومت بار بسته می‌شود.